# Caconda, Angola
Caconda är en kommun i Angola.   Den ligger i provinsen Huíla, i den västra delen av landet, 600 km söder om huvudstaden Luanda. Huvudort i kommunen är orten Caconda.
Omgivningarna runt Município Caconda är huvudsakligen savann. Runt Município Caconda är det glesbefolkat, med 16 invånare per kvadratkilometer.